# Larry Gelbart
Larry Simon Gelbart (ur. 25 lutego 1928 – zm. 11 września 2009) – amerykański scenarzysta komediowy i dramatopisarz.
Urodził się w Chicago, w rodzinie żydowskich imigrantów z Łotwy i Polski. W wieku szesnastu lat zaczął pisać scenariusze, a w latach 50. rozpoczął pracę w telewizji. W roku 1972 rozpoczął pracę nad swoim najbardziej znanym przedsięwzięciem, serialem telewizyjnym M*A*S*H, opowiadającym o lekarzach wojskowych z czasów wojny koreańskiej. Za prace przy scenariuszach do kilkudziesięciu odcinków M*A*S*H zdobył nagrodę Emmy, drugą dostał za Rekiny Manhattanu.
W roku 1982 współtworzył scenariusz do nominowanego do Oscara komedii Tootsie.
Zmarł 11 września 2009 w swoim domu w Beverly Hills na chorobę nowotworową.

## Scenariusze

### Filmy
- 1962: Urocza gospodyni (The Notorious Landlady)
- 1966: Nie z moją żoną! (You Don't Not with My Wife!)
- 1966: Wrong Box
- 1968: Pas cnoty (La Cintura di castità)
- 1969: Ruba al prossimo tuo
- 1977: O mój Boże! (Oh, God!)
- 1978: Ale kino! (Movie Movie)
- 1980: Gruby szlif (Rough Cut)
- 1980: United States
- 1981: Sąsiedzi (Neighbors)
- 1984: Te cholerne Rio (Blame It on Rio)
- 1992: Mastergate
- 1993: Rekiny Manhattanu (Barbarians at the Gate)
- 1997: Wojna mediów (Weapons of Mass Distraction)
- 2000: C-Scam
- 2003: Pancho Villa we własnej osobie (And Starring Pancho Villa as Himself)

### Seriale
- 1972–1983: M*A*S*H
- 1954–1957: Caesar's Hour
- 1953–1962: General Electric Theater
- 1950–1954: Your Show of Shows